# Здравко Здравков (футболист)
Вижте пояснителната страница за други личности с името Здравко Здравков.
Здравко Стоянов Здравков, прякор Фози е български футболист, вратар, национал.

## Футболна кариера
Играл е за Левски (София), Етър, Славия, Черно море, Литекс и турските отбори Истанбулспор, Аданаспор, Ризеспор. Шампион на България през 1993 и 1995 с Левски и през 1996 г. със Славия.
Носител на купата на страната през 1991 и 1992 с Левски, 1996 със Славия и през 2004 г. с Литекс като на финала с ЦСКА става герой на мача, спасявайки 4 дузпи. Вицешампион през 1989 и 1992, бронзов медалист през 1997 г. Обявен е за най-добър вратар на първенството през 1996 г. Има 2 мача в евротурнирите за Левски (1 за КНК и 1 за УЕФА) и 6 за Славия (в УЕФА).
Дебютира за националния отбор на 24 април 1996 г. срещу Словакия (0:0) в контрола. За „А“ националния отбор има 70 мача, като в 15 от тях е капитан. Участва на СП'1998 във Франция в 3 мача и на ЕП'2004 в Португалия в 3 мача. През 2002 г. прекарва пробен период в английския Арсенал, където имат проблем с вратарския пост. Здравков е харесан от треньорите и към него е отправена оферта, но сделката се проваля поради мениджърски интереси.
Здравков е считан за един от най-добрите вратари в историята на България, но и с най-лош късмет. Става титуляр в националния отбор в преходен период и с много слаба защита пред себе си.

## Извън футбола
През 2008 г. участва в третия сезон на риалити шоуто „Сървайвър“. Напуска преждевременно играта, заради сериозни здравословни проблеми. Участва в журито за избиране на победител, където гласува за Николай Мартинов.

## Статистика по сезони
- Левски (Сф) – 1988/89 – 10 мача
- Левски (Сф) – 1989/90 – 19 мача
- Левски (Сф) – 1990/91 – 19 мача
- Левски (Сф) – 1991/92 – 6 мача
- Левски (Сф) – 1992/93 – 10 мача
- Етър – 1993/94 – 19 мача
- Левски (Сф) – 1994/95 – 11 мача
- Славия – 1995/96 – 29 мача
- Славия – 1996/97 – 27 мача
- Славия – 1997/ес. – 6 мача
- Истанбулспор – 1997/98 – 27 мача
- Истанбулспор – 1998/99 – 20 мача
- Аданаспор – 1999/00 – 24 мача
- Истанбулспор – 2000/01 – 25 мача
- Истанбулспор – 2001/02 – 30 мача
- Черно море – 2002/ес. – 12 мача
- Истанбулспор – 2003/пр. – 10 мача
- Истанбулспор – 2003/ес. – 8 мача
- Литекс – 2004/пр. – 14 мача
- Ризеспор – 2004/05 – 31 мача
- Ризеспор – 2005/06 – 30 мача
- Ризеспор – 2006/07 – 32 мача